# فومیئه کاشییاما
فومیئه کاشییاما (به ژاپنی: 樫山 文枝 Kashiyama Fumie)؛( زادهٔ ۱۳ اوت ۱۹۴۱) یک هنرپیشه زن اهل ژاپن است.